# Mal da montanha
O mal da montanha, também conhecido como doença das alturas ou hipobaropatia, é uma condição patológica relacionada com os efeitos da altitude nos humanos, causada por exposição aguda à baixa pressão parcial de oxigénio a altas altitudes. Ocorre normalmente acima dos 2400 metros de altitude.
Apresenta-se através de um quadro de sintomas não específicos, adquiridos em altitudes elevadas ou em locais com baixa pressão atmosférica, assemelhando-se a casos de "gripe, envenenamento por monóxido de carbono, ou uma ressaca". É difícil determinar quem será afectado pelo mal de montanha, uma vez que não há factores específicos directamente implícitos na susceptibilidade de vir a sofrer da doença. Contudo, a grande maioria das pessoas é capaz de subir até aos 2400 m sem dificuldade.
O mal de montanha agudo pode evoluir para um edema pulmonar de grande altitude ou um edema cerebral de grande altitude, ambos potencialmente fatais.
O mal de montanha crónico, também conhecido como doença de Monge, é uma condição diferente que apenas ocorre depois de uma exposição muito prolongada à alta altitude.

## Causas
A percentagem de oxigênio no ar, é de 21%, e permanece praticamente inalterada até os 2.100 m. As velocidades RMS das moléculas diatômicas de nitrogênio e oxigênio são muito semelhantes e, portanto, nenhuma mudança ocorre na proporção de oxigênio e nitrogênio. No entanto, é  o número de moléculas de ambos, oxigênio e nitrogênio, por determinado volume,  que cai com aumentos de altitude, resultando uma densidade menor. Consequentemente, a quantidade disponível de oxigênio para manter a agilidade mental e física diminui acima de 10.000 pés (3.000 m).
Embora a pressão atmosférica dentro dos  aviões de passageiros é mantida a 8.000 pés (2.400 m) ou mais baixas, alguns passageiros podem sentir alguns dos sintomas da doença das alturas em longos voos.
A desidratação, devido à maior taxa de vapor de água perdida dos pulmões a altitudes mais elevadas podem contribuir para os sintomas da doença de altitude.
A taxa de subida, altitude atingida, quantidade de atividade física em altitude elevada, bem como a susceptibilidade individual, são fatores que contribuem para o aparecimento e a severidade da  doença das alturas.
A doença das alturas geralmente ocorre após uma subida rápida e geralmente pode ser prevenida ascendendo lentamente. Na maioria destes casos, os sintomas são temporários e normalmente diminuem com a adaptação à altitude. No entanto, em casos extremos, a doença de altura pode ser fatal.
A palavra "soroche" veio da América do Sul e originalmente significava "minério", por causa de uma antiga crença errada, de que a doença era causada por emanações tóxicas de minérios na montanhas dos Andes

## Sinais e sintomas
As pessoas têm diferentes sensibilidades a doença de altura, mesmo em algumas pessoas saudáveis, a doença das alturas (em inglês acute mountain sickness-AMS) pode começar a aparecer a cerca de 2000 metros (6.500 pés) acima do nível do mar, como em muitas estâncias de esqui de montanha, o equivalente a uma pressão de 80 kPa.  AMS é o tipo mais frequente de doença de altitude encontrada. Os sintomas geralmente manifestam-se de seis a dez horas após a subida e, geralmente, desaparecem em um ou dois dias, mas ocasionalmente podem se desenvolver condições mais graves. Os sintomas incluem fadiga, cefaleia, doença do estômago, tonturas e distúrbios do sono. Os esforços agravam os sintomas.
O sistema de avaliação do Lago Louise do mal de montanha é baseado em um questionário auto-aplicável, bem como em uma rápida avaliação clínica.

### Os sintomas primários
A Dor de cabeça é o sintoma primário usado para diagnosticar a doença de altitude, apesar de uma dor de cabeça  também ser um sintoma de desidratação. Uma dor de cabeça ocorrendo a uma altitude acima de 2.400 metros (8.000 pés = 76 kPa), combinados com qualquer um ou mais dos seguintes sintomas, podem indicar a doença de altitude:
- Falta de apetite, náuseas , vômitos
- Fadiga ou fraqueza
- Tonturas ou vertigens
- Insônia
- Parestesia
- Falta de ar aos esforços
- Hemorragia nasal
- Pulso rápido persistente
- Sonolência
- Geral mal estar
- Edema periférico (inchaço das mãos, pés e face).
- Diarreia[12]

### Sintomas graves
Os sintomas que podem indicar risco à vida por causa da doença das alturas incluem:
O Edema pulmonar (líquido nos pulmões)
- Sintomas semelhantes aos da bronquite
- Tosse seca persistente
- Febre
- Falta de ar mesmo quando em repouso
- Alucinações visuais

O Edema cerebral (inchaço do cérebro)
- Dor de cabeça que não responde a analgésicos
- Marcha instável
- A perda gradual da consciência
- Aumento de náusea
- Hemorragia retiniana

Os sintomas mais graves da doença das alturas surgem a partir do edema (acúmulo de líquido nos tecidos do corpo). Em  altitudes elevadas, os seres humanos podem sofrer o edema pulmonar de grande altitude (HAPE), ou o Edema cerebral de grande altitude (HACE).
A causa fisiológica do edema causada pela  altitude não é conclusivamente estabelecida. Atualmente acredita-se que o HACE é causado por vasodilatação local de vasos sanguíneos cerebrais em resposta à hipoxia, resultando em maior fluxo sanguíneo e, consequentemente, a maior pressões capilares. Por outro lado, o HAPE pode ser devido a uma vasoconstrição geral na circulação pulmonar, que, com constante  aumento do ritmo  cardíaco, também leva a um aumento da pressão capilar. Para o sofrimento devido o HACE, a dexametasona pode proporcionar um alívio temporário dos sintomas, a fim de permitir descer por seus próprios meios.
O HAPE pode progredir rapidamente e muitas vezes é fatal. Os sintomas incluem fadiga, grave dispneia em repouso, e tosse, inicialmente seca, mas pode evoluir para produzir, expectoração de cor rosa. A descida para altitudes mais baixas alivia os sintomas de HAPE.
O HACE é potencialmente fatal e pode levar ao coma ou morte. Os sintomas iniciam-se entre 24 a 96 horas após a chegada a um local de altitude elevada, ou então, pode ser antecedido pelo mal das montanhas agudo ou pelo edema pulmonar das alturas. Os sintomas incluem fadiga, dor de cabeça,, deficiência visual, disfunção da bexiga, disfunção intestinal, perda de coordenação, paralisia em um lado do corpo, e confusão. A descida para altitudes mais baixas podem salvar os pacientes com HACE.

## Prevenção
Subir lentamente é a melhor maneira de evitar a doença das alturas. Evitar atividades pesadas, como esqui, caminhadas, etc, nas primeiras 24 horas em altitude elevadas reduz os sintomas do mal de montanha. Como o álcool tende a causar desidratação, o que agrava AMS, e evitar o consumo de álcool nas primeiras 24 horas é o ideal.

## Adaptação à altitude
Adaptação à altitude é o processo de adaptação à diminuição dos níveis do oxigênio em elevadas altitudes, a fim de evitar a doença das alturas.  Uma vez acima dos 3.000 metros (10.000 pés = 70 kPa), a maioria dos escaladores e trekkers adotam a pratica de subir mais durante o dia mas retornar a uma altitude mais baixa para passar a noite.
Este processo é repetido algumas vezes, cada vez aumentando o tempo gasto em altitudes mais elevadas para permitir o corpo se ajustar ao nível de oxigênio, um processo que envolve na produção de novos glóbulos vermelhos. Este processo não pode ser apressado, e é por isso que os alpinistas precisam passar dias (ou  mesmo semanas,) para aclimatizar-se  antes de tentar escalar um alto pico.

## Tratamento
O único tratamento confiável e em muitos casos a única opção disponível é descer. As tentativas para tratar ou estabilizar o paciente em elevadas altitudes é perigoso, a menos que altamente controlada e com boas instalações médicas. No entanto, os seguintes tratamentos têm sido utilizados quando a localização do paciente e as circunstâncias o permitirem:
- O oxigênio pode ser utilizado para ligeiros a moderados mal de montanha, abaixo de 12.000 pés (3700 m) e é normalmente fornecido por médicos em estâncias de montanha. A diminuição dos sintomas é em 12-36 horas sem a necessidade de descer.[12]
- Para casos mais graves do mal de montanha, ou onde rápida descida é impraticável, um saco de Gamow, uma câmara hiperbárica portátil de plástico inflada com uma bomba de pé. A Bolsa Gamow é geralmente usada apenas como uma ajuda temporária  para evacuar os pacientes graves, não tratá-los na altitude.[12]
- Acetazolamida pode ajudar a aclimatação à altitude, mas não é um tratamento confiável para casos estabelecidos de doença de altitude, mesmo leve.[15][16]
- O remédio popular para a doença de altura no Equador, Peru e Bolívia é um chá feito a partir da planta de coca.
- Outros tratamentos incluem injetáveis esteróides para reduzir o edema pulmonar, isto pode ajudar para descer, mas trata apenas o sintoma.